# Wiserit
Wiserit ist ein selten vorkommendes Mineral aus der Mineralklasse der „Borate“ (ehemals Carbonate, Nitrate und Borate) mit der chemischen Zusammensetzung Mn14[Cl|(OH)8|(B2O5)4]·(Si,Mg)(O,OH)4 und damit chemisch gesehen ein Mangan-Borat mit zusätzlichen Chlor- und Hydroxidionen sowie Silicium- und Sauerstoffionen. Magnesium- bzw. Hydroxidionen können die Silicium- bzw. Sauerstoffionen zum Teil vertreten (Substitution, Diadochie), was mit den runden Klammern am Ende der Formel verdeutlicht wird.
Wiserit kristallisiert im tetragonalen Kristallsystem und entwickelt faserige bis prismatische Kristalle bis etwa einen Zentimeter Größe, die nach der c-Achse [001] gestreckt sind. er kann aber auch in Form tafeliger, feinkörniger und derber Mineral-Aggregate auftreten. Die durchsichtigen Kristalle sind von weißer, hellrosabrauner oder rötlichbrauner Farbe und zeigen auf den Oberflächen einen glasähnlichen Glanz. In faseriger Aggregatform ist auch Seidenglanz möglich.

## Etymologie und Geschichte

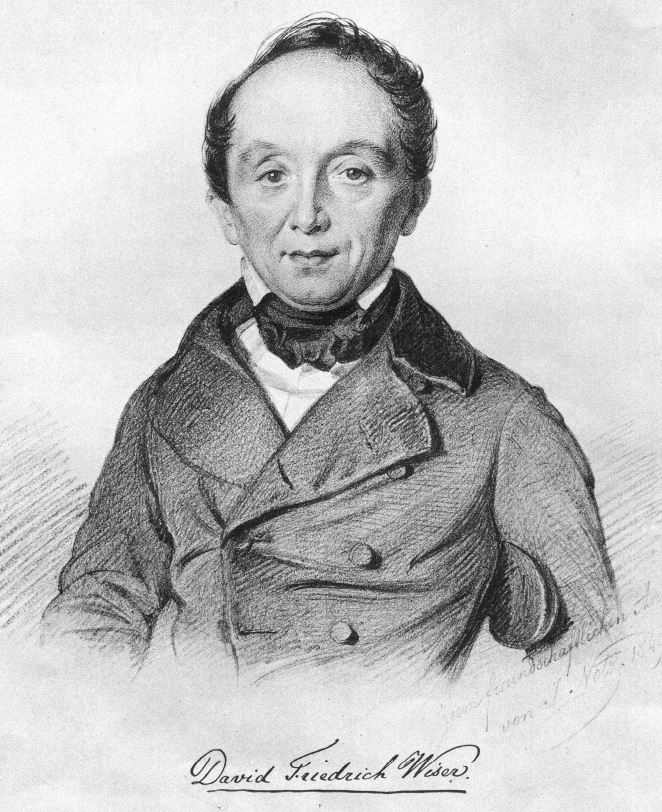
David Friedrich Wiser (1849)

Erstmals entdeckt wurde das Mineral an einigen Mineralproben aus dem Eisenbergwerk Gonzen im Schweizer Kanton St. Gallen, die der Schweizer Kaufmann und Geologe David Friedrich Wiser 1841 vom Sohn des damaligen Grubenbesitzers Bernhard Neher erhalten hatte. Er beschrieb das neue Mineral 1842 unter der Bezeichnung „weißes kohlensaures Mangan“, überließ allerdings die Beschreibung der Geologie aufgrund der besseren Kenntnisse Arnold Escher von der Linth.
Die bis heute gültige Bezeichnung Wiserit prägte 1845 Wilhelm von Haidinger zu Ehren seines Erstbeschreibers.
Das Typmaterial des Minerals wird an der ETH Zürich in der Schweiz unter der Katalog-Nr. 194501 sowie an der Harvard University in Cambridge unter der Katalog-Nr. 126918 und am National Museum of Natural History in Washington, D.C. in den USA aufbewahrt.
Da der Wiserit bereits lange vor der Gründung der International Mineralogical Association (IMA) bekannt und als eigenständige Mineralart anerkannt war, wurde dies von ihrer Commission on New Minerals, Nomenclature and Classification (CNMNC) übernommen und bezeichnet den Wiserit als sogenanntes „grandfathered“ (G) Mineral. Die ebenfalls von der IMA/CNMNC anerkannte Kurzbezeichnung (auch Mineral-Symbol) von Wiserit lautet „Wis“.

## Klassifikation
In der veralteten 8. Auflage der Mineralsystematik nach Strunz gehörte der Wiserit zur Mineralklasse der „Nitrate, Carbonate und Borate“ und dort zur Abteilung der „Borate“. Diese war weiter unterteilt nach der Struktur der Boratkomplexe, so dass das Mineral entsprechend seinem Aufbau in die Unterabteilung Gruppenborate (Soroborate) eingeordnet wurde, wo es zusammen mit Lüneburgit die „Wiserit-Lüneburgit-Gruppe“ mit der Systemnummer Vc/B.03 und dem weiteren Mitglied Carboborit bildete.
Im zuletzt 2018 überarbeiteten und aktualisierten Lapis-Mineralienverzeichnis nach Stefan Weiß, das sich aus Rücksicht auf private Sammler und institutionelle Sammlungen noch nach dieser alten Form der Systematik von Karl Hugo Strunz richtet, erhielt das Mineral die System- und Mineral-Nr. V/H.03-010. In der „Lapis-Systematik“ entspricht dies der Klasse der „Nitrate, Carbonate und Borate“ und dort der Abteilung „Gruppenborate“, wo Wiserit zusammen mit Lüneburgit die unbenannte Gruppe V/H.03 bildet.
Die von der International Mineralogical Association (IMA) bis 2009 aktualisierte 9. Auflage der Strunz’schen Mineralsystematik ordnet den Wiserit ebenfalls in die Abteilung der „Borate“ ein. Auch diese ist weiter unterteilt nach der Struktur der Boratkomplexe, so dass das Mineral entsprechend seiner Zusammensetzung in der Unterabteilung „Insel-Diborate (Neso-Diborate) mit Doppel-Dreiecken B2(O,OH)5; 2(2Δ); 2(2Δ) + OH usw.“ zu finden ist, wo es als einziges Mitglied die unbenannte Gruppe 6.BA.20 bildet.
Auch die vorwiegend im englischen Sprachraum gebräuchliche Systematik der Minerale nach Dana ordnet den Wiserit in die Klasse der „Carbonate, Nitrate, Borate“ und dort in die Abteilung der „Zusammengesetzte Borate“ ein. Dort findet er sich als einziges Mitglied in der nicht näher bezeichneten Gruppe „27.01.10“ mit der Systemnummer 27.01.10.01.

## Kristallstruktur
Wiserit kristallisiert tetragonal in der Raumgruppe P4/n (Raumgruppen-Nr. 85) mit den Gitterparametern a = 20,19 Å und c = 3,28 Å sowie zwei Formeleinheiten pro Elementarzelle.
Die Kristallstruktur von Wiserit besteht aus einem Gerüst mit 2- und 3-gliedrigen, eckenverknüpften Bändern aus kantenverknüpften Mn(O,OH)6-Oktaedern und tetragonalen Mn(O,OH)5-Pyramiden parallel der c-Achse [001]. Das Gerüst wird durch B2O5-Gruppen und (Si,Mg)-Tetraeder stabilisiert; große Kanäle parallel zu [001] nehmen Cl-Ionen auf.

## Bildung und Fundorte
Wiserit bildet sich als akzessorischer Bestandteil in stratiformen Mangan-Lagerstätten. Als Begleitminerale können unter anderem Alleghanyit, Calcit, Galaxit, Hausmannit, Jakobsit, Pyrobelonit, Pyrochroit, Rhodochrosit, Jimboit, Sussexit, Alabandin, Tephroit, Gageit auftreten.
Als seltene Mineralbildung ist Wiserit nur aus wenigen Fundorten bekannt, wobei bisher rund 15 Fundorte dokumentiert sind (Stand 2023). Außer an seiner Typlokalität Gonzen im Sarganserland konnte das Mineral im Schweizer Kanton St. Gallen noch im nahe gelegenen Abbaugebiet Naus bei Wartau im Kreis Werdenberg nachgewiesen werden. Es soll allerdings noch einen Fundort für Wiserit im Val d’Anniviers im Schweizer Kanton Wallis geben.
Weitere bisher bekannte Fundorte sind die Kombat Mine in der Region Oshikoto von Namibia sowie eine Reihe von Manganerzgruben in den Regionen Chūbu, Kantō und Kinki auf der japanischen Insel Honshū.